# G.U.T.Z.
G.U.T.Z. is een videospel voor verschillende platforms. Het spel werd uitgebracht in 1988. 

## Ontvangst
| Beoordeeld door                       | Jaar | Platform     | Score |
| ------------------------------------- | ---- | ------------ | ----- |
| ASM (Aktueller Software Markt)        | 1988 | Commodore 64 | 78%   |
| The Games Machine (UK)                | 1988 | Commodore 64 | 77%   |
| Computer and Video Games (CVG)        | 1988 | Commodore 64 | 70%   |
| The Games Machine (UK)                | 1988 | ZX Spectrum  | 70%   |
| Power Play                            | 1988 | Commodore 64 | 60%   |
| ACE (Advanced Computer Entertainment) | 1988 | Commodore 64 | 50%   |